# Georg Neumann (Sportmediziner)
Georg Neumann (* 13. Juni 1938 in Gablonz, Tschechoslowakei) ist ein deutscher Sportmediziner und Hochschullehrer.

## Leben
Georg Neumann wurde im böhmischen Gablonz geboren, sein Abitur bestand er an der Kinder- und Jugendsportschule in Leipzig. Er studierte in Leipzig Humanmedizin und schloss 1961 mit seiner Doktorarbeit ab (Thema: „Herzvolumina und Sauerstoffpulse bei Personen mit durchschnittlicher Leistungsbreite, Sportlern und Herzkranken“) ab. Neumann arbeitete als Assistenzarzt und kam 1964 an die Deutsche Hochschule für Körperkultur (DHfK). Nachdem er 1967 Facharzt für Sportmedizin geworden war, trat er eine Stelle am Forschungsinstitut für Körperkultur und Sport (FKS) an, nachdem dieses 1969 gegründet worden war. 1974 schloss er seine Promotion B (Thema: „Die Wertigkeit ausgewählter Messgrössen des Herz-Kreislauf- und des Stoffwechselsystems für die komplexe Leistungsdiagnostik und für die Steuerung und Regelung der Trainingsbelastung in den Ausdauersportarten“) ab. 1979 trat er eine Professur an.
Nach der Wende wurde Neumann von der FKS-Nachfolgeorganisation, dem Institut für Angewandte Trainingswissenschaft (IAT) übernommen und hatte den Lehrstuhl für Sportmedizin sowie die Leitung der Fachgruppe Sportmedizin bis 2003 inne. Er forschte unter anderem in den Triathlon betreffende Themenbereichen. Von 1990 bis 2008 war Neumann darüber hinaus Arzt und medizinischer Berater der Deutschen Triathlon Union (DTU). Er übernahm beim DTU das Amt des Vorsitzenden des wissenschaftlichen Beirates. Er war gemeinsam mit seiner Frau Anni bis 2008 Anti-Doping-Kontrolleur für die DTU und wurde 2010 für seinen Kampf gegen das Doping mit der silbernen Ehrennadel der Deutschen Triathlon Union ausgezeichnet. Beim Bundesinstitut für Sportwissenschaft (BISp) gehörte Neumann zum Fachausschuss „Medizin und Biologie“.
Während seiner Zeit an der DHfK sowie am FKS war er unter anderem an Untersuchungen von Herzkreislauf und Stoffwechsel bei sportlicher Betätigung, zu Grundlagen des Ausdauertrainings, „Möglichkeiten der Sportmedizin bei der Beschleunigung der Wiederherstellung zur Erhöhung der Leistungsfähigkeit“, dem Training in Ausdauerdisziplinen, dem anaeroben Stoffwechsel, der Sauerstoffaufnahme bei Ausdauerbelastungen und zum Training in Unterdruckkammern beteiligt.
Im Bericht „Kopf runter und durch“, der im März 1992 im Spiegel veröffentlicht wurde, wird Neumann mit Bezug auf das Protokoll einer „Kontrollberatung“ mit den Worten wiedergegeben, „Anabolikagaben hätten sich bei Skilangläuferinnen in der Kombination mit Vitaminen und kohlenhydratreicher Kost als ‚besonders günstig erwiesen‘“. Auch im Buch „Doping in der DDR“ von Giselher Spitzer taucht Neumann als FKS-Mitarbeiter im Zusammenhang mit Doping auf.
Gemeinsam mit Arndt Pfützner und Anneliese Berbalk war Neumann Verfasser des Werks „Optimiertes Ausdauertraining“, welches in mehreren Auflagen herausgegeben wurde. 1991 erschien sein Buch „Ausdauerbelastung: ein sportmedizinischer Ratgeber“, 1996 brachte er das Buch „Ernährung im Sport“ heraus, das später in weiteren Auflagen veröffentlicht wurde, Zusammen mit Kuno Hottenrott veröffentlichte er die Bücher „Methodik des Ausdauertrainings“ und „Trainingswissenschaft: ein Lehrbuch in 14 Lektionen“.